# Czernyszy (Malejewskoje)
Czernyszy (ros. Черныши) – wieś (ros. деревня, trb. dieriewnia) w zachodniej Rosji, w osiedlu wiejskim Malejewskoje rejonu krasninskiego w obwodzie smoleńskim.

## Geografia
Miejscowość położona jest nad Mierieją, przy granicy z Białorusią, 5,5 km od drogi regionalnej 66A-3 Krasnyj – granica (Lady), 25 km od centrum administracyjnego osiedla wiejskiego (Malejewo), 19 km od centrum administracyjnego rejonu (Krasnyj), 64 km od Smoleńska, 14,5 km od przystanku kolejowego (481 km).
W granicach miejscowości znajduje się ulica Tichaja.

## Demografia
W 2010 r. miejscowość zamieszkiwały 2 osoby.